# Гунзибцы
Гунзибцы (гунз. гьунзалъ, хунзалис, энзеби, унзо) — народ в Дагестане, входит в группу цезских народов. Помимо Дагестана, также компактно проживают в Грузии.
Общая численность по оценкам около 6,2 тыс. человек, официально согласно переписям населения в России и Грузии в 2002 году — 2850 чел.

## Расселение

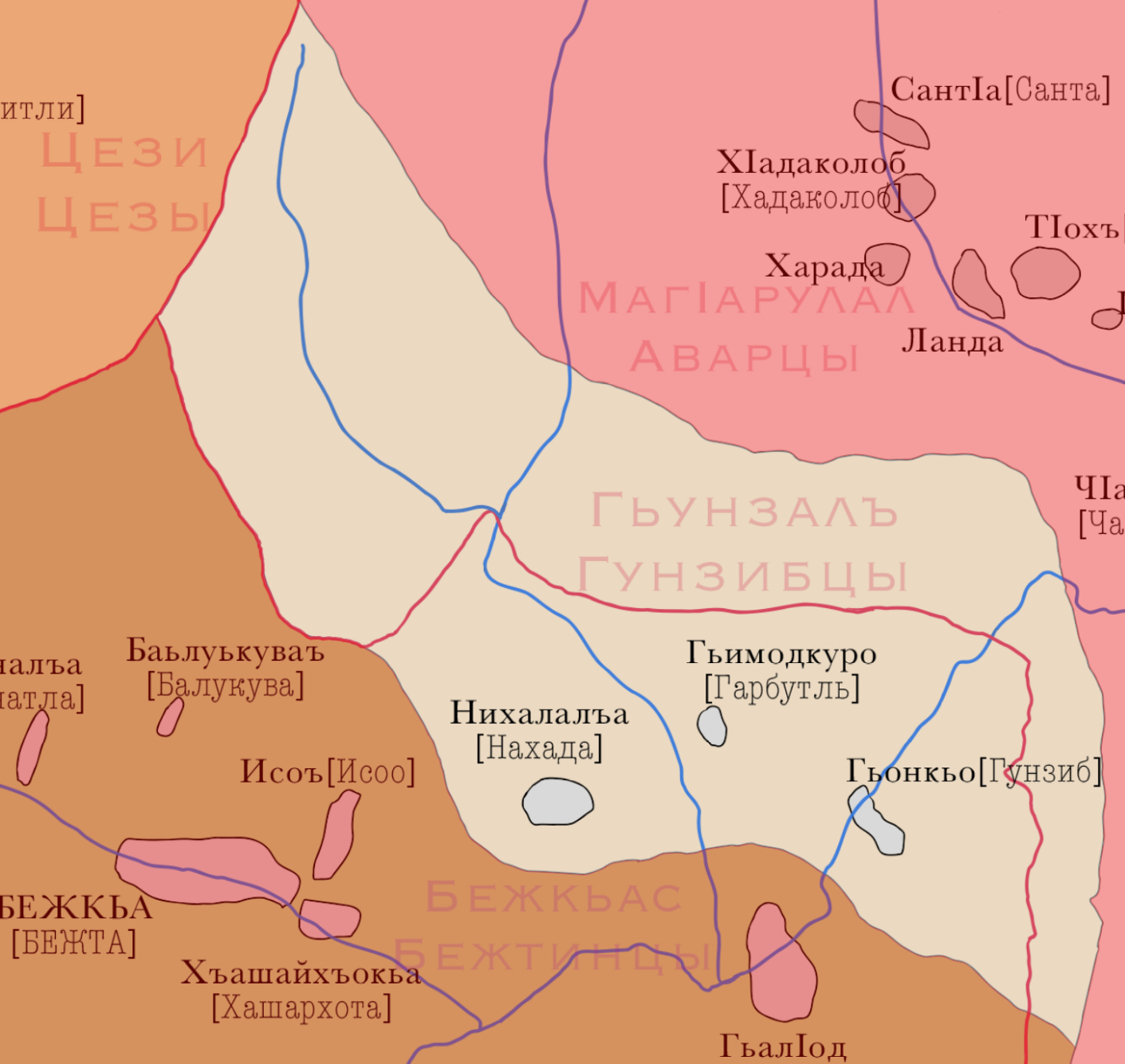
Гунзибские села в горной зоне. Названия приведены на гунзибском языке.

По переписи 1926 г. в ДАССР проживало 98 гунзибцев (в переписи значатся, как хунзалы), в большей своей массе проживали в трёх населённых пунктах Тлядальского сельсовета Тляратинского района — Дарбал (25 человек), Родоль (45 человек, кроме того 106 отходников) и Хелада (23 человека). В основном проживают в Цунтинском районе, где живёт от 841 (перепись 2002) до 1230 гунзибцев (оценка 2009), в сёлах: Гунзиб, Нахада, Гарбутль, Гьело, Родор, Тодор, Нов. Нахада, Нов. Гарбутль, а также в Кизилюртовском районе (от 128 человек (по переписи 2002 года) до 1423 человек (по оценке на 2009 год), в основном, в селении Стальское и Шушановка .  Также живут в Грузии на востоке Кварельского муниципалитета (1,9 тыс. аварцев и гунзибцев, включаемых в «аварцы») в сёлах Тиви (авар. Гургин-росу — 91 % или около 915 чел. из 1005 жителей, 2002 г.), Чантлискуре (авар. Росохъ — 94 % или около 625 чел. из 666 жит.), Сарусо (авар. Хъаладухъ — 91 % или около 320 чел. из 351 жит.). Из них собственно гунзибцы составляют по оценкам около 410 человек, в основном в селе Сарусо.

## Язык
Говорят на гунзибском языке аваро-андо-цезской группы дагестанских языков. Письменность на аварском языке на основе русской графики. Распространены также русский, аварский, бежтинский, гинухский, цезский и грузинский языки.
Вероисповедание — ислам (суннитского толка).

## История
До XV века гунзибцы входили в состав военно-политического союза Дидо. 
С IV—V веков осуществлялась христианизация жителей Западного Дагестана грузинскими миссионерами, в XV—XVIII веках гунзибцы были исламизированы. X—XV века — период борьбы с грузинскими царями за независимость. С XV века вместе с бежтинцами и анцухцами в Анцухо-Капучинском союзе сельских обществ конфедерации Антль-Ратль; с XVIII века с его распадом объединялись с бежтинцами.
После присоединения (1813) Дагестана к России с 1840-х годов приняли участие в освободительной борьбе горцев Дагестана и Чечни под руководством Шамиля (1834—1859). В 1921 вошли в состав Дагестанской АССР, с 1991 — Республика Дагестан. С 1930-х годов властями включались в состав аварцев. В 1944 гунзибцы после депортации чеченцев и ингушей были переселены в Чечено-Ингушетию, в 1957 вернулись на свою территорию. Часть гунзибцев переселилась на равнину, в Кизилюртовский район.

## Быт и культура
Основные традиционные занятия — отгонное скотоводство и террасное пашенное земледелие. Выращивали ячмень, рожь, пшеницу, овёс, просо; со второй половины XIX века — картофель, кукурузу. В небольших количествах сажали бобы, горох, фасоль, тыкву, табак.
Гунзибцы были организованы в общины (джамааты) воинов-скотоводов и землепашцев. Сохранялось значение патриархальных кровнородственных объединений — тухумов. В общине могло быть от двух-трёх до семи-восьми тухумов. Главы тухумов обычно являлись старейшинами. Тухумная поддержка и солидарность не утеряли своего значения и в наши дни. Семья малая, однако сохраняются пережитки семейно-общинных организаций, рудименты мужских союзов — традиционные многодневные мужские увеселительные собрания в зимний период.
Селения гунзибцев ступенчато-кучевые. Строились многоэтажные боевые башни. Наружные стены построек глухие, с бойницами, примыкали одна к другой. В центре селения, как правило, у мечети, расположен годекан — место вечернего сбора мужчин.
Дома каменные, прямоугольные в плане, двухэтажные, с хлевом и другими хозяйственными помещениями на первом и жильём на втором этаже. Открытая лоджия ныне заменена крытой галереей. У жилищ, образующих сплошную ступенчатую застройку, крыши плоские, земляные, у отдельно стоящих — как правило, двускатные, крытые колотыми сосновыми дощечками.
Традиционный мужской костюм: штаны, рубаха, бешмет, черкеска, овчинные шубы, папахи; обувь вязаная, кожаная, войлочная.
Основные элементы женского костюма: платье-рубаха, подпоясанное матерчатым поясом, штаны, чепец с накосником (чухту), платки, шали; те же виды обуви. Серебряные украшения: серьги, кольца, браслеты, височные подвески и др.
Пища мучная и мясо-молочная. Основные блюда: лепёшки, хлеб, тесто-толокно, хинкал, каши, пироги, курзе, мучные и мясные похлёбки.
Устное народное творчество гунзибцев двуязычно: пословицы, поговорки, загадки, притчи, анекдоты, песни, баллады, сказки и др. на аварском и гунзибском языках. В быту сохранились пережитки традиционных представлений: вера в злых духов, чертей, джиннов, ведьм, домовых и т. д., в колдовство, магию и т. д. Разработан народный сельскохозяйственный календарь, развита народная медицина.